# Heij (rivier)

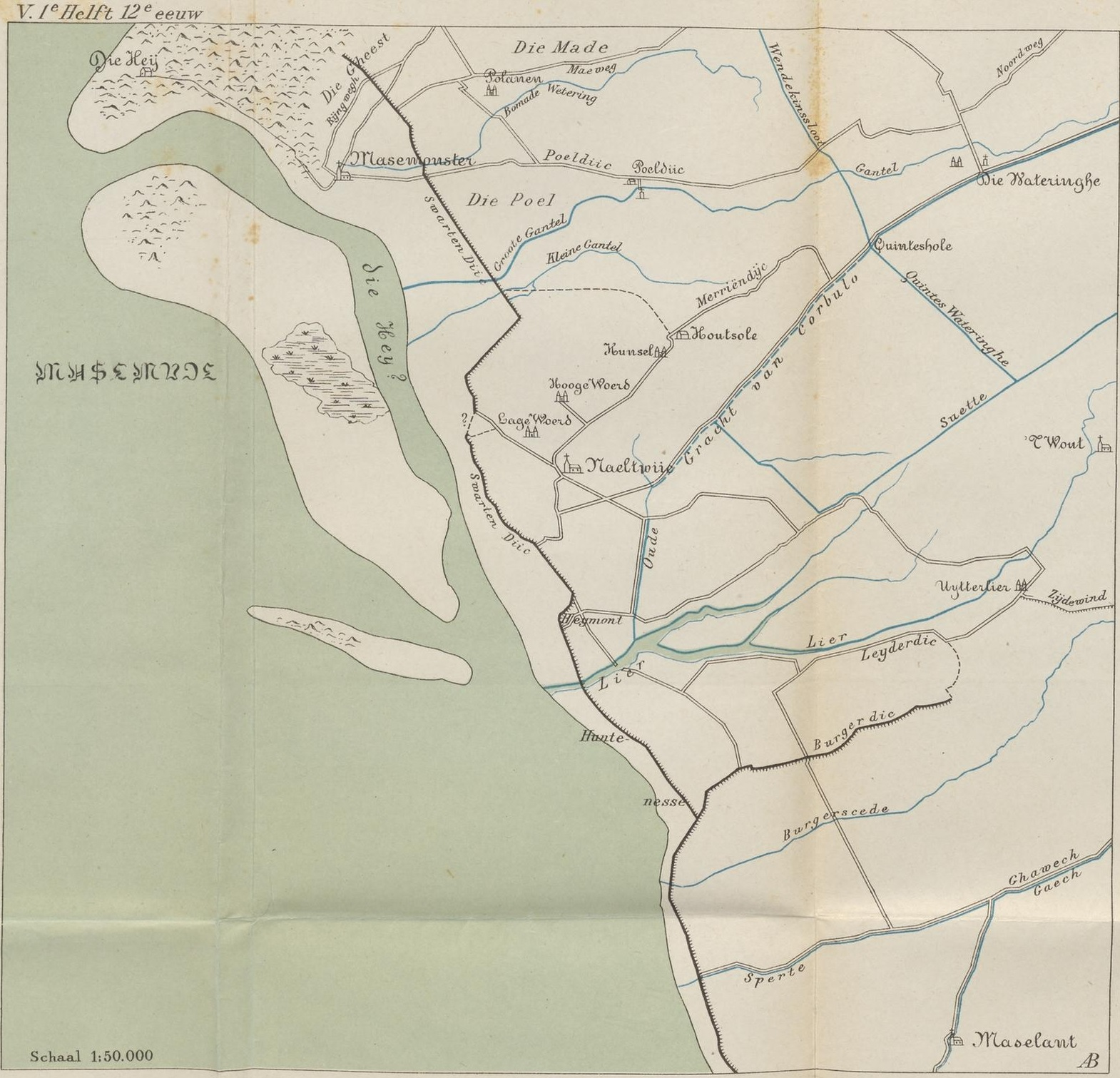
De Heij en de Maasmond in de eerste helft van de twaalfde eeuw. Reconstructie door A.A. Beekman, in 1919.

De Heij was een zijarm van de Maas, die in de middeleeuwen was ontstaan, en die liep bij het huidige Ter Heijde, tussen de jonge haakwal van 's-Gravenzande en de oude haakwal van Naaldwijk. 
Vermoedelijk is de zijarm ontstaan na de stormvloed van 1134, toen water via een bestaande vloedkreek tussen de strandwal van Naaldwijk en een jonge haakwal ten zuidwesten daarvan, waar later 's-Gravenzande zal ontstaan, was opgestuwd en mogelijk door de duinen bij Ter Heijde brak. De naam Heij, waar het dorp Ter Heijde naar is vernoemd, betekent diep water. Waar de Heij uitmondde in de Maas ontstond Heimond, een uithof van het klooster Marienweerd. De geul moet vrij fors geweest zijn en is nog herkenbaar in de vorm van de Poelpolder. De benaming poel wijst op stilstaand water. Als reactie op het doorbreken van de Heij werd de Gantel, die nu in verbinding stond met de Heij, vrij snel daarna bedijkt. Eerst de lengtebedijking en in de tweede helft van de twaalfde eeuw, toen de Heij al aan het verzanden was, volgde de dwarsbedijking. 
Bij Dijckerwaal in 's-Gravenzande was de Heij, nadat het verzandde, zelf met een dwarsbedijking afgedamd. Vanaf toen werd het water Poelwatering genoemd. Mogelijk was op de plek van de Dijckerwaal de dijk doorgebroken bij de stormvloed van 1134 aangezien de naam wijst op een dijkdoorbraak: een waal of wiel ontstaat na een dijkdoorbraak. Met de aanleg van de Nieuwe Maasdijk in 1242 werd de Heij helemaal afgedamd.